# Cosmophorus reticulatus
Cosmophorus reticulatus är en stekelart som beskrevs av Van Achterberg 2000. Cosmophorus reticulatus ingår i släktet Cosmophorus och familjen bracksteklar. Inga underarter finns listade i Catalogue of Life.